# ザ・クリック

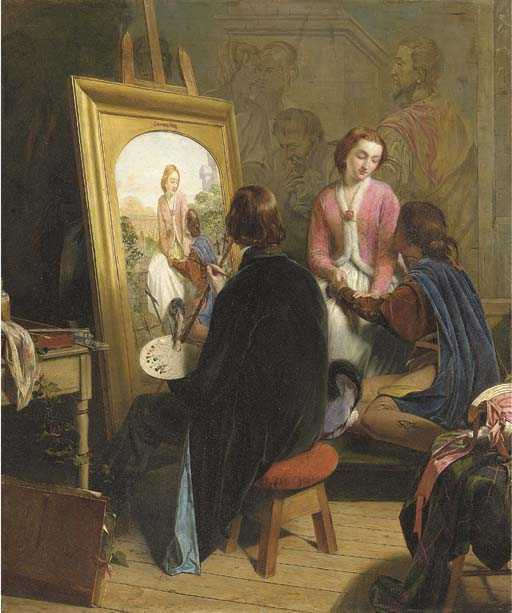
ラファエル前派の画家を風刺したオニールの絵画

ザ・クリック（The Clique）は、1830年代終わりのイギリスで、画家リチャード・ダッドによって結成された画家グループである。「王立芸術院の保守的な伝統が、時代の芸術の要求に繋がっていないと表明して、強く団結した最初のイギリス美術界のグループ」（“the first group of British artists to combine for greater strength and to announce that the great backward-looking tradition of the Academy was not relevant to the requirements of contemporary art”）とされてきた。
メンバーとされるのはオーガスタス・レオポルド・エッグ、アルフレッド・エルモア、ウィリアム・フリス、ヘンリー・ネルソン・オニール、ジョン・フィリップ、エドワード・マシュー・ウォードたちである。

## 概要
活動は1830年代の後半から1840年代の初めにメンバーが知り合いになったことで始まり、1843年にリチャード・ダッドが精神を病み、父親を殺害した事件を起こしたことによって終わった。活動の様子は1898年にメンバーの友人であったイムレー（Gilbert Imray）の執筆した"The Art Journal"の記事などに残された。ウィリアム・ホガースやデーヴィッド・ウィルキーらに代表されるアカデミック美術を否定し、芸術は大衆によって判断されるべきことを主張した。同時期のラファエル前派の活動に関しても批判的であった。

## ザ・クリークの画家の作品

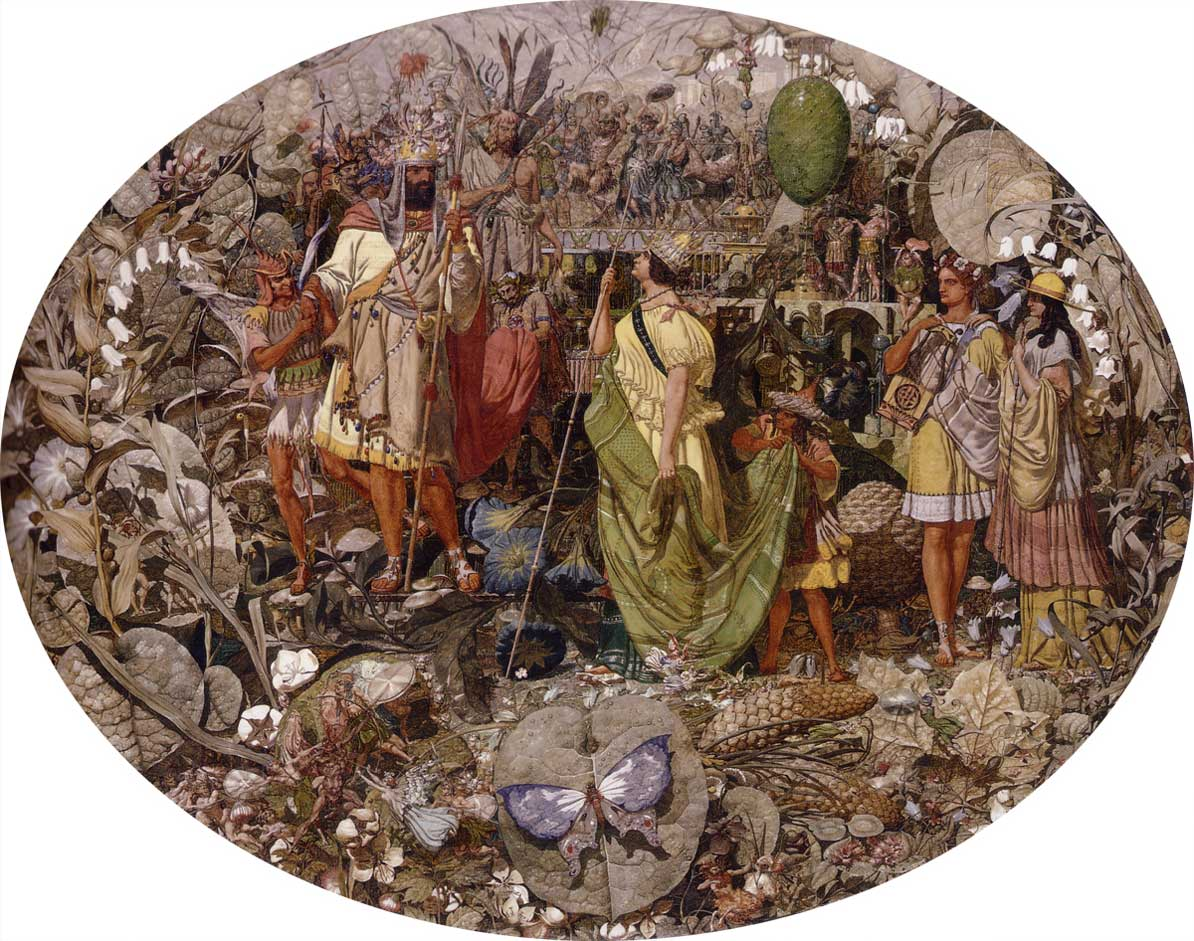
(画)リチャード・ダッド
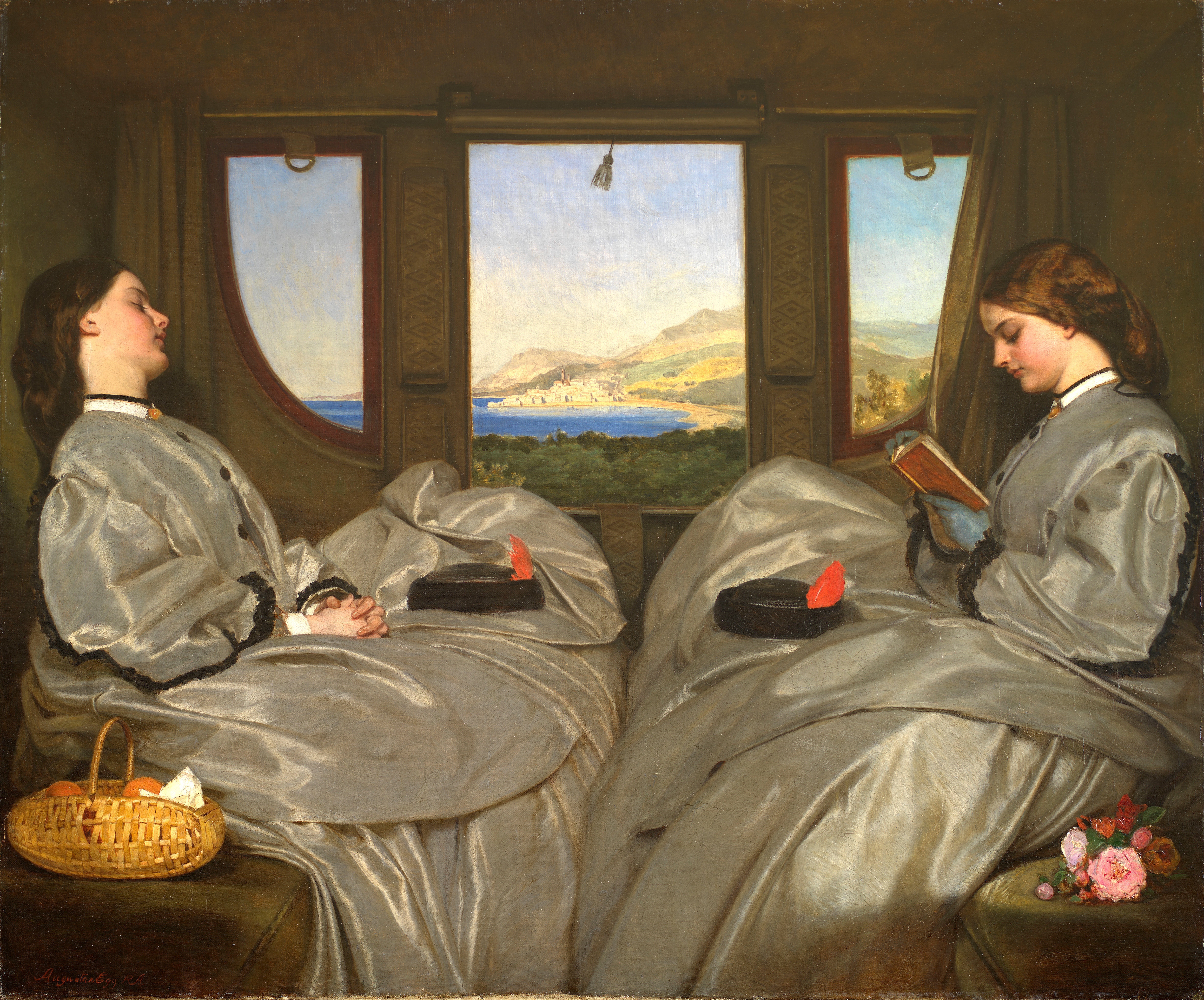
(画)オーガスタス・レオポルド・エッグ
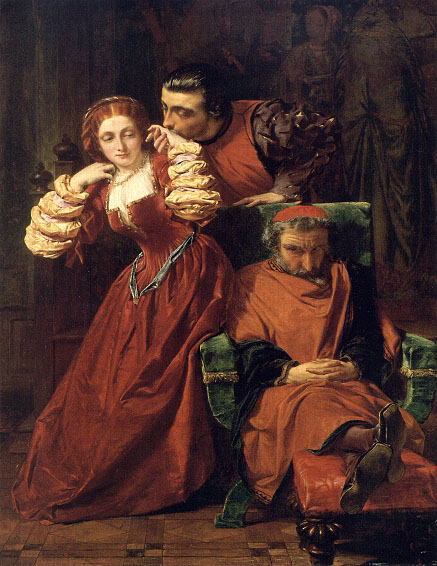
(画)アルフレッド・エルモア
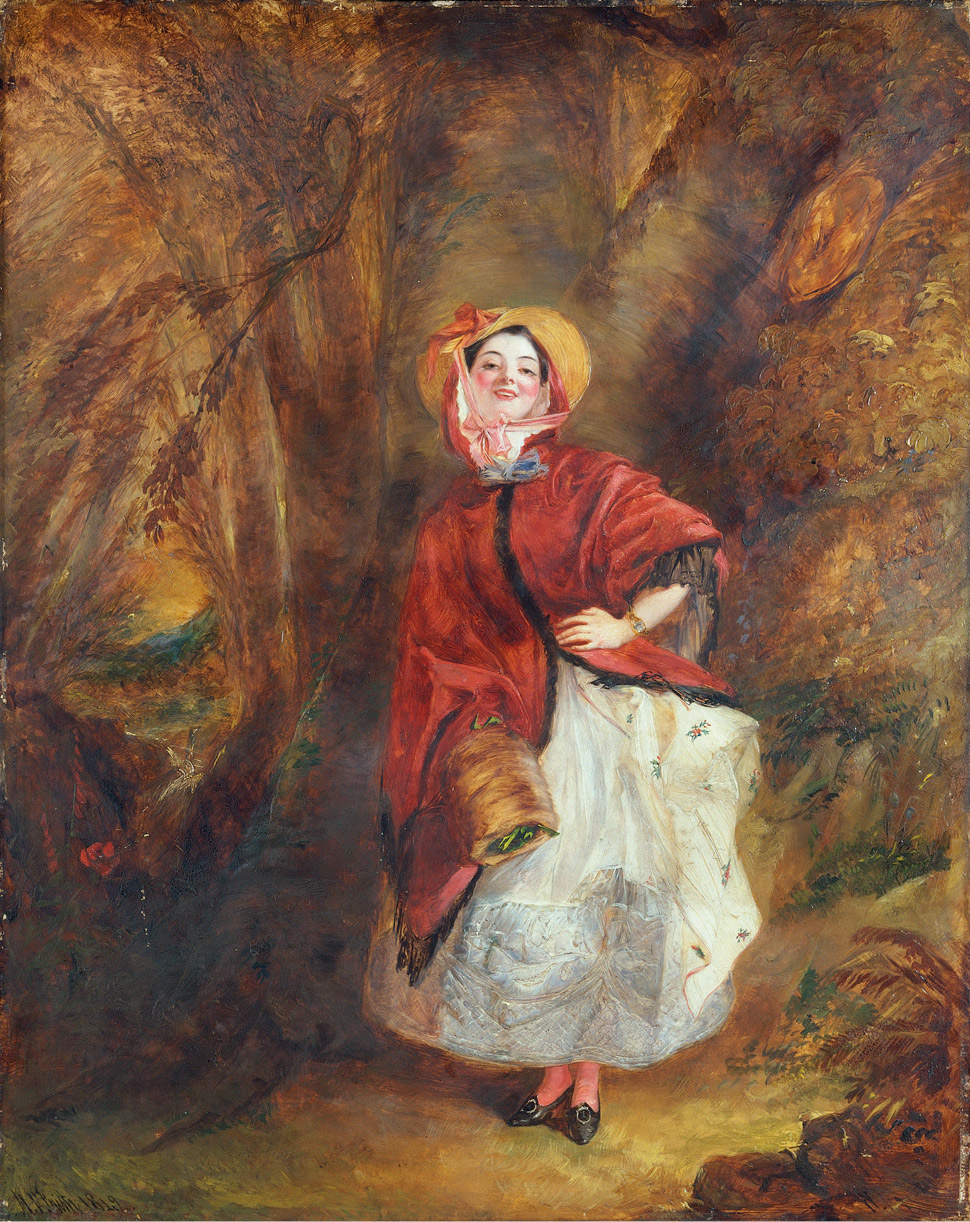
(画)ウィリアム・フリス
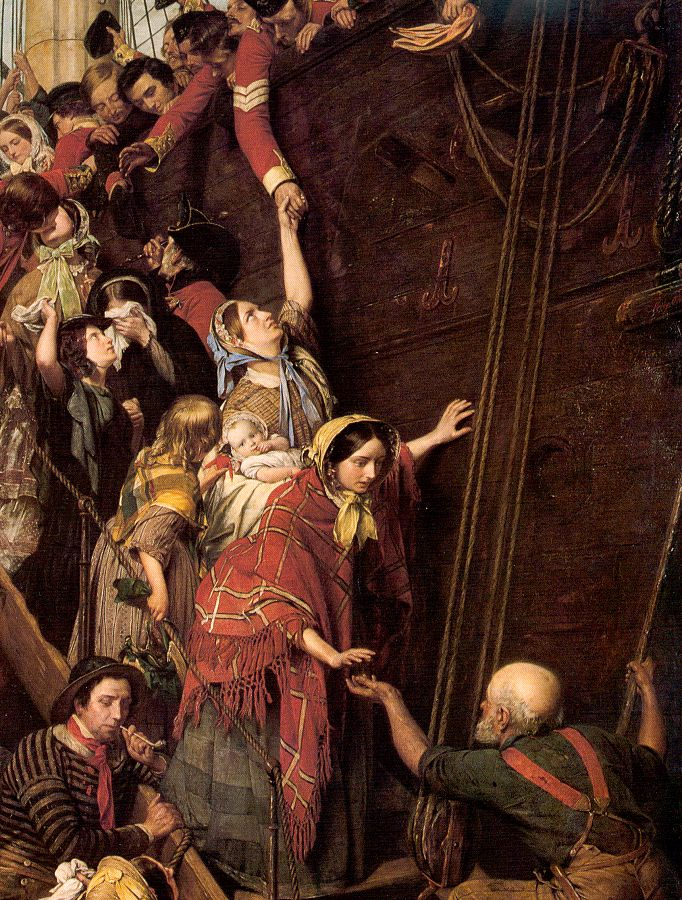
(画)ヘンリー・ネルソン・オニール
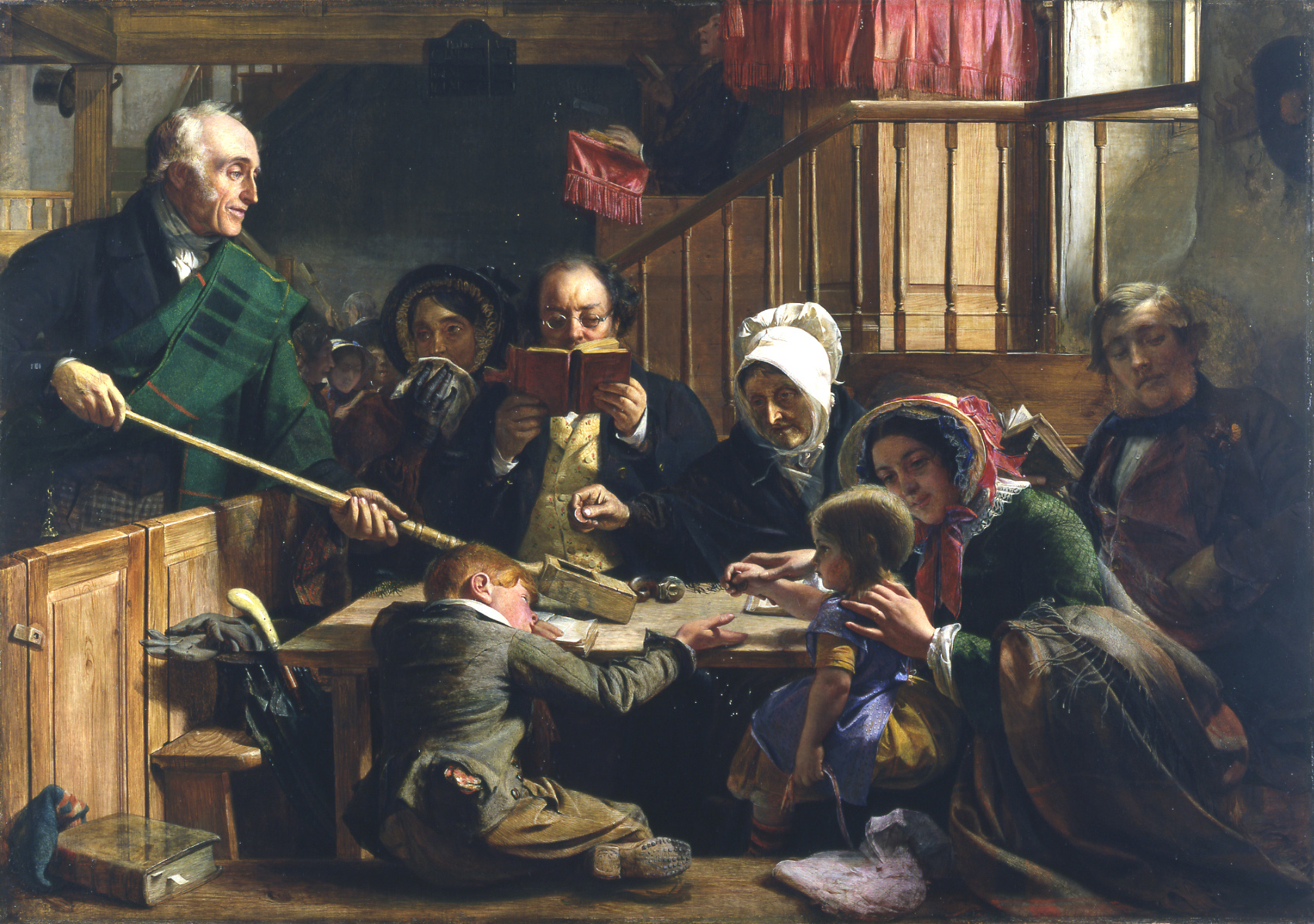
(画)ジョン・フィリップ
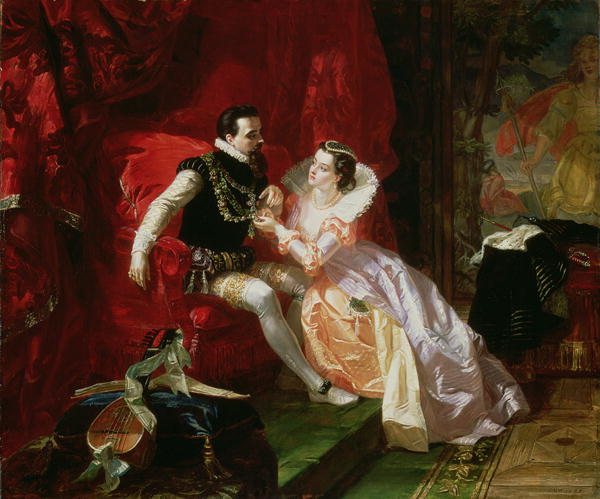
(画)エドワード・マシュー・ウォード